# Elecciones presidenciales de Estados Unidos de 2016 en Nueva York
La elección presidencial de los Estados Unidos de 2016 en Nueva York se llevó a cabo el 8 de noviembre de 2016, como parte de las Elecciones presidenciales de Estados Unidos de 2016 en la cual los 50 estados más el Distrito de Columbia participaron. En Nueva York los votantes eligieron electores para que los representen en el Colegio Electoral a través de una votación popular con los dos candidatos principales del partido que afirman que Nueva York es su estado de origen, el candidato del Partido Republicano Donald Trump, y su compañero el Gobernador de Indiana Mike Pence contra la candidata del Partido Demócrata, ex secretaria de Estado Hillary Clinton y su compañero, el senador por Virginia, Tim Kaine.
Hillary Clinton obtuvo en Nueva York un 59,01 % de los votos, mientras que Donald Trump recibió el 36,52 %, habiendo un 22,49 % de margen de victoria demócrata.
El estado de Nueva York siguió siendo un sólido estado azul en las elecciones de 2016, aunque Hillary Clinton recibió una cuota de voto más pequeña que el presidente Obama tuvo en las 2012, mientras que Donald Trump mejoró ligeramente el rendimiento de Mitt Romney. Aun así, a pesar de haber nacido y crecido en Nueva York, y durante mucho tiempo se asoció con el estado, Trump perdió decisivamente el voto popular.